# Bahco (bedrijf)

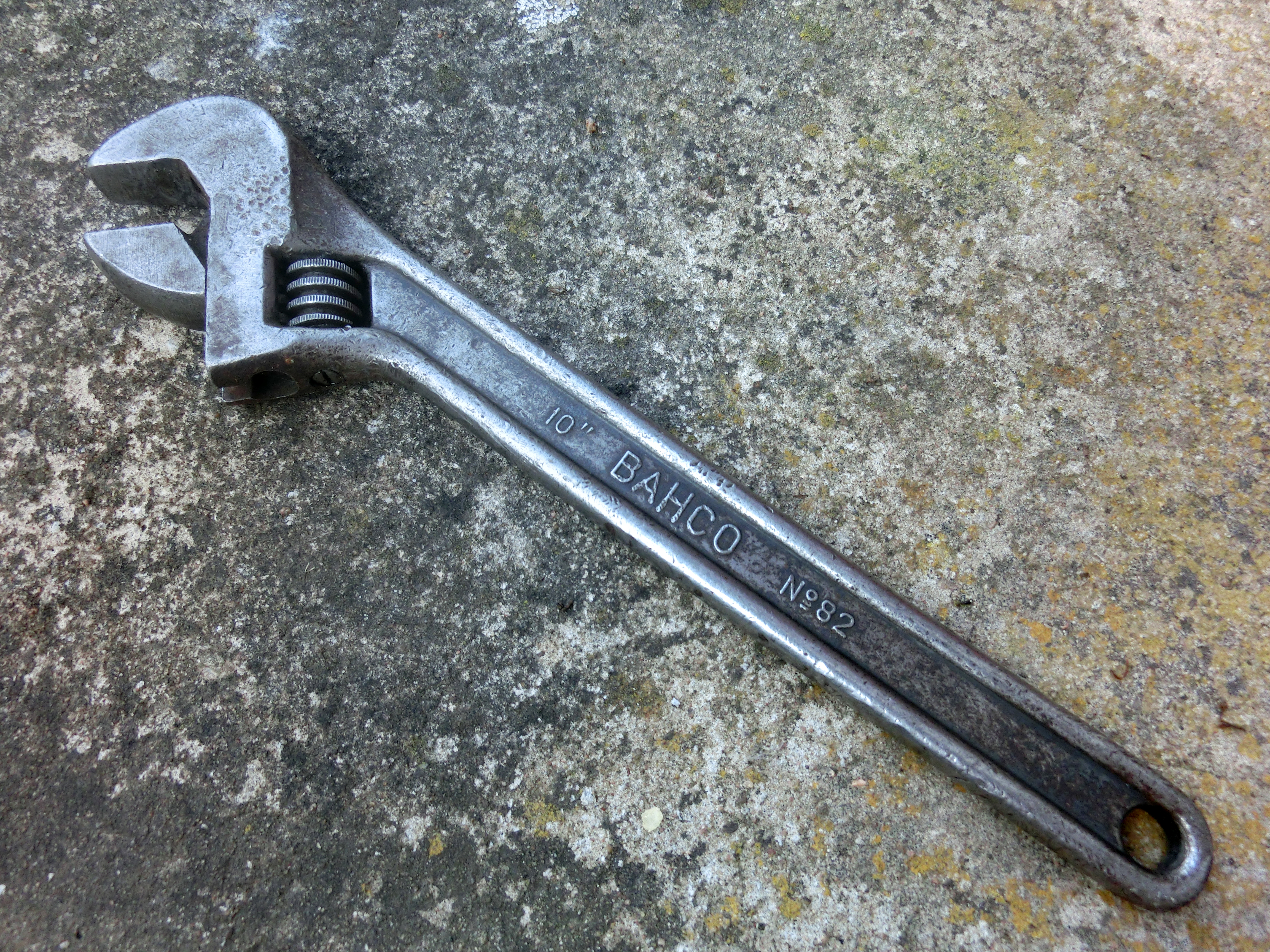
Bahco-sleutel

Bahco (tot 1954 B.A. Hjort & Company of Bernt August Hjorth en Co genoemd) is een Zweeds merk.
Bahco is een merknaam van Zweeds gereedschap voor met name houtbewerking en montage-gereedschap, vooral bekend van de verstelbare moersleutels die in Nederland zelfs vaak bahco worden genoemd (niet gebruikelijk in Vlaanderen).

## Geschiedenis

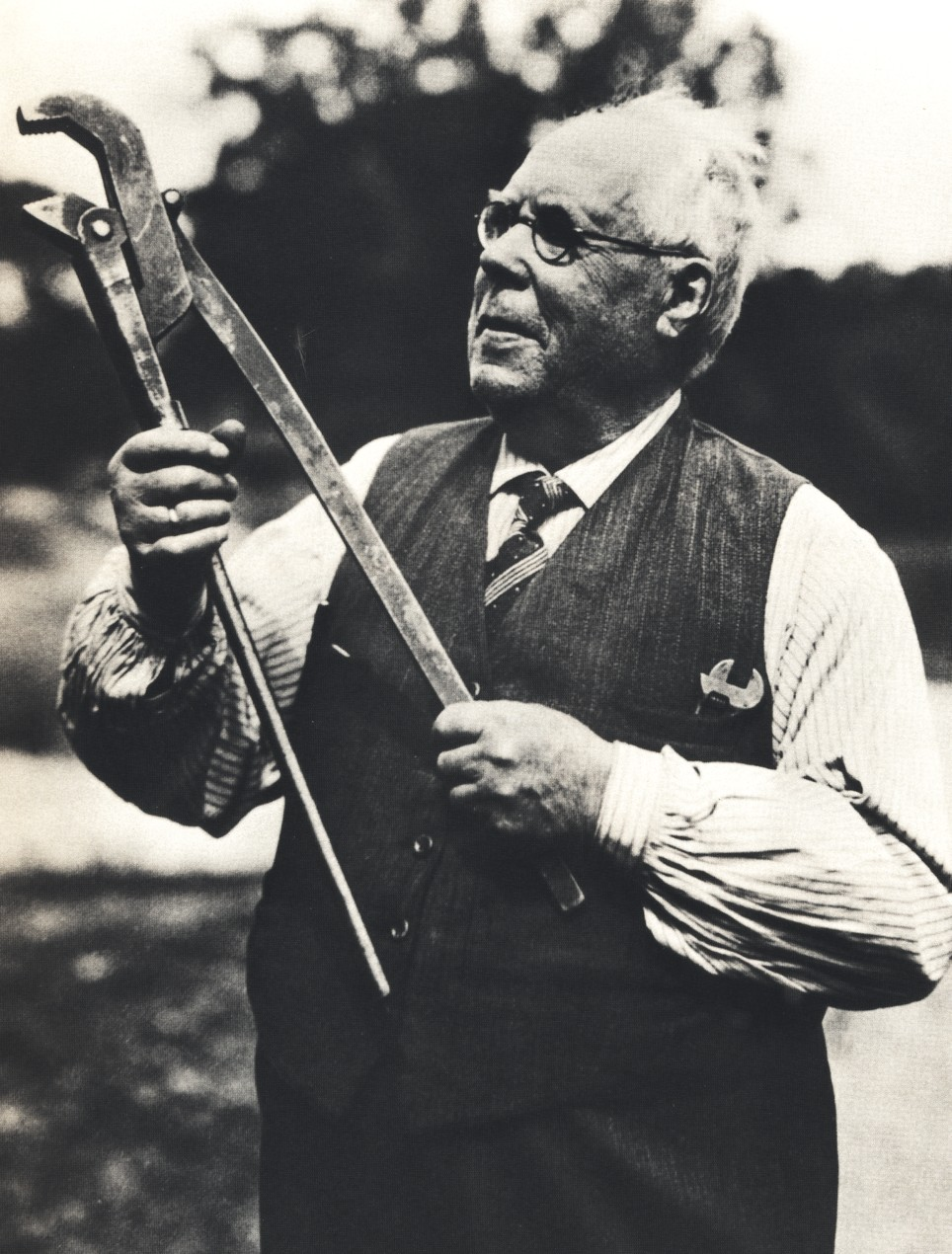
J.P. Johannson

- 1886: De firma start met het maken van zagen onder de naam "fisk och krok" (Vis en haak), deze vindt men nog steeds terug in het logo van Bahco.
- 1888: De "Zweedse sleutel" wordt uitgevonden door J.P. Johansson, medevennoot van Bahco.
- 1892: J.P. Johannson vindt een verbeterde versie van de verstelbare moersleutel uit.
- 1954: De naam wordt veranderd in Bahco AB.
- 1963: Bahco produceert 's werelds eerste hardgetande handzaag. Bahco start fabrieken in Argentinië.
- 1974: Bahco AB neemt F E Lindström AB in Eskilstuna-Zweden over.
- 1975: Bahco AB neemt C O Öberg in Eskilstuna-Zweden (vijlenfabrikant sinds 1850) over.
- 1998: De 100 miljoenste verstelbare moersleutel wordt geproduceerd

Bahco nam in de loop der jaren meerdere andere bekende merken over, zoals Belzer en Sandvik. Bahco zelf werd in 1998 overgenomen door Snap-on Inc.